# Nocomis raneyi
Nocomis raneyi är en fiskart som beskrevs av Lachner och Jenkins, 1971. Nocomis raneyi ingår i släktet Nocomis och familjen karpfiskar. Inga underarter finns listade i Catalogue of Life.